# 銀河洞
銀河洞位於新北市新店區，青潭溪支流楣子寮溪上游，屬淡水河流域，為一瀑布形成的水濂洞地形，因「嶺上溪流由山腰斷崖直下，飛瀑凌空狀似銀河」而得名。銀河洞瀑布分上下兩段，中有一內凹的山壁所形成的山洞，站在水濂洞內，迎面而來的清風夾帶水氣，相當涼爽。洞內建有一座主要供奉呂洞賓，以及觀世音菩薩的小廟，山壁之間垂下的蕨類植物襯托嵌於崖壁內的宮廟，煞是好看。廟口有「勝地風光千古秀，名山景色四時春」的門聯，廟內正堂供俸諸佛，上方題字「別有洞天」。牆面有「銀河洞沿革    海拔標高二百二十公尺......」。廟下方建有平台和小花園，設有石桌石凳，可在此賞瀑休憩。傳說瀑布上方的岩石，有呂仙祖留下的腳印，與景美仙跡岩上的腳印，恰巧一左一右，這一步跨得不僅遠，還跨的巧。銀河洞越嶺步道亦經由小廟從瀑布間通過，步道至嶺頂岔路約940公尺，步行時間約20分鐘，可依指標繼續前往指南路三段34巷樟湖站站牌、樟山寺、待老坑山及貓空等地。

## 歷史沿革
銀河洞是日治時代大正元年（1912年）被發現，大正3年（1914年）依洞而興建呂洞賓廟，又於民國47年（1958年）重新改建，一度成為台北近郊著名的景點之一，然而隨著時間演變，又逐漸沒落。銀河洞也是一個充滿歷史傳奇的地方。據說日治初期，抗日英雄陳秋菊曾利用銀河洞的天險，與日軍周旋。日軍始終無法擊垮陳秋菊。直到第四任總督兒玉源太郎上任後，民政長官後藤新平改變軍事鎮壓的做法，改採安撫招降的政策，才順利消弭陳秋菊的抗日行動。

## 交通資訊
- 自行開車：由國道3號下新店交流道後左轉中興路二段至一段底，再左轉北宜路一段（台9線），至美山橋髮夾彎處（北宜路二段458號對面）轉銀河路後直行，即可至銀河洞越嶺步道登山口[3]。

- 大眾運輸：由台北車站搭乘台北捷運新店線至新店站，轉乘新店客運綠12線【坪林－捷運新店站】至銀河洞站，或轉乘新店客運647線【大崎腳－捷運市政府站】/650線【大崎腳－捷運市政府站】/綠5線【大崎腳－大鵬華城】至中生橋頭站，沿北宜路往上走約10分鐘，至美山橋髮夾彎處（北宜路二段458號對面），轉銀河路約走25分鐘，可抵銀河洞越嶺步道登山口[1]。

## 解
1. ↑  由德高嶺匯流的水流稱之為「楣子寮溪」，乃因當地楣子寮的地形像襪子（台語發音）的關係。